# Americano Football Club
O Americano Football Club foi um clube brasileiro de futebol, da cidade do Rio de Janeiro, capital do estado do Rio de Janeiro. Suas cores eram verde, branco e preto.

## História
O Americano foi fundado no dia 1 de outubro de 1907. Foi reorganizado em 24 de julho de 1913. Era um clube sem sede fixa, mas oriundo do Engenho de Dentro. Foi campeão da Terceira Divisão do Rio de Janeiro em 1917 e da Segunda Divisão em 1918.
O clube disputou os Campeonatos Cariocas de 1921 a 1924, Série B (1ª Divisão) e extinguiu-se com o advento do profissionalismo.
Muita confusão é feita pelos historiadores entre este clube, o Sport Club Americano do bairro de Vila Isabel e o Americano Futebol Clube da cidade de Campos.
- O Sport Club Americano disputou os campeonatos de 1912 e 1913, e é um clube extinto.
- O Americano Football Club do Rio de Janeiro disputou o campeonato de 1921 a 1924, 1ª Divisão (Série B), e também é um clube extinto.
- O Americano Futebol Clube de Campos começou a disputar o Campeonato Carioca com a unificação dos Estados do Rio de Janeiro e da Guanabara, na década de 70, e disputa até hoje a primeira divisão.

## Títulos

### Estaduais
- Campeonato Carioca da Segunda Divisão: 1918.
- Vice-Campeonato Carioca da Segunda Divisão: 1920.
- Campeonato Carioca da Terceira Divisão: 1917.

## Jogo de Maior Placar
- América 9 a 1 Americano, 3 de Maio de 1913; Pelo Campeonato Carioca de 1913

Nota: Este Americano que perdeu para o América não era Americano FC.

## Símbolos

### Distintivo
Seu escudo constituía simplesmente de um escudo branco com tarja preta e monograma verde, e, exceto pelas cores, é muito similar ao escudo do Americano Futebol Clube de Campos. Não se sabe ao certo se um dos clubes inspirou no escudo do outro, mas uma vez que o Americano Football Club do Rio de Janeiro é bem mais antigo que o de Campos dos Goytacazes, é muito provável que o clube campista tenha se inspirado no clube da capital, até porque não são conhecidos casos em que um clube da capital tenha se inspirado em um clube de interior para criação do seu escudo. Por outro lado, são muitos os casos em que clubes da cidade do Rio de Janeiro tenham servido de inspiração para diversos outros clubes brasileiros.